# アンテロ
アンテロ（Intello, 2010年4月14日 - ）は、フランスの競走馬である。おもな勝ち鞍は2013年のジョッケクルブ賞。馬名は英語読みでインテロと呼ばれることもある。

## 経歴

### 2歳時（2012年）
フランスのアンドレ・ファーブル厩舎に所属し、馬主の契約騎手オリビエ・ペリエを鞍上にロンシャン競馬場のメイドンでデビュー。メイドン、条件戦とデビュー2連勝を飾り、2戦無敗で2歳シーズンを終える。

### 3歳時（2013年）
アンテロの3歳初戦には、イギリスのニューマーケット競馬場で行われる準重賞フィールデンステークスが選ばれた。これまで良馬場でのレース経験が無かったアンテロが、良馬場でどのような走りをするのか試してみたいと考えていた調教師のファーブルは、良馬場開催を求めて、あえてこの時期のイギリス遠征を計画したのである。このレースには、この年の2000ギニーで2着に入るグローリーアウェイツも出走していたが、アンテロはこれらを全く寄せ付けず優勝。このレース振りに満足したファーブルは、アンテロの目標をジョッケクルブ賞に定め、まずはプール・デッセ・デ・プーランに出走することになった。
プール・デッセ・デ・プーランでは17番枠という不利な枠を引いてしまい、後方からの競馬を余儀なくされる。さらに最後の直線でも進路を確保するのに時間を要し、ゴール前で猛然と追い上げたものの半馬身届かず3着に敗れた。
前走の負けてなお強しのレース振りから、続くジョッケクルブ賞では1番人気に支持された。今度は枠にも恵まれたアンテロは、3番手追走から直線で早めに抜け出し、2馬身差で優勝した。これを受けてブックメーカー各社は、アンテロの凱旋門賞の前売りオッズを即座に引き下げたが、レース翌日に陣営は、次の目標はマイルのG1ジャックルマロワ賞であることを発表し、凱旋門賞に関しては「決断を下すには早すぎる」と述べるにとどまっている。
前哨戦として出走したメシドール賞（G3）でも勝利し、満を持して迎えたジャック・ル・マロワ賞では、豪華メンバーの中1番人気に支持された。しかしトラックレコードを叩き出すムーンライトクラウドに迫ることができず、3着に敗れた。
その後、9月のプランス・ドランジュ賞（G3）を勝利し、中1週で凱旋門賞に挑戦することを発表。10月の凱旋門賞ではトレヴの3着となった。このレースを最後に現役を引退し、2014年からはイギリスのチェヴァリーパークスタッドで種牡馬入りすることとなった。
イギリスのレーシングポスト（電子版）によると、2014年から2年間はイギリスで、2016年から2年間はフランスで供用されるという。

## 競走成績
| 出走日     | 競馬場           | 競走名                       | 格   | 頭数 | 人気 | 着順 | 騎手         | 斤量   | 距離（馬場）   | タイム  | 着差      | 1着（2着）馬          |
| ---------- | ---------------- | ---------------------------- | ---- | ---- | ---- | ---- | ------------ | ------ | -------------- | ------- | --------- | --------------------- |
| 2012.09.22 | ロンシャン       | メイドン                     |      | 9    | 1人  | 1着  | O.ペリエ     | 58kg   | 芝1600m（GS）  | 1:48.30 | 短頭      | （Vayakhan）          |
| 0000.10.13 | メゾンラフィット | 条件戦                       |      | 5    | 1人  | 1着  | O.ペリエ     | 57kg   | 芝1600m（Hy）  | 1:49.10 | 1/2馬身   | （Kapstadt）          |
| 2013.04.17 | ニューマーケット | フィールデンS                | 準重 | 7    | 1人  | 1着  | O.ペリエ     | 125lb  | 芝9f（Gd）     | 1:51.55 | 3 1/4馬身 | （King George River） |
| 0000.05.12 | ロンシャン       | プール・デッセ・デ・プーラン | G1   | 18   | 4人  | 3着  | M.ギュイヨン | 58kg   | 芝1600m（Gd）  |         | 1/2馬身   | Style Vendome         |
| 0000.06.02 | シャンティイ     | ジョッケクルブ賞             | G1   | 19   | 1人  | 1着  | O.ペリエ     | 58kg   | 芝2100m（GS）  | 2:07.89 | 2馬身     | （Morandi）           |
| 0000.07.07 | メゾンラフィット | メシドール賞                 | G3   | 6    | 1人  | 1着  | O.ペリエ     | 57.5kg | 芝1600m（Gd）  | 1:34.00 | 1 1/2馬身 | （Mainsail）          |
| 0000.08.11 | ドーヴィル       | ジャック・ル・マロワ賞       | G1   | 13   | 1人  | 3着  | O.ペリエ     | 56kg   | 芝1600m（Gd）  |         | 1 3/4馬身 | Moonlight Cloud       |
| 0000.09.21 | ロンシャン       | プランス・ドランジュ賞       | G3   | 6    | 1人  | 1着  | O.ペリエ     | 58kg   | 芝2000m（Sft） | 2:12.23 | 3/4馬身   | （Morandi）           |
| 0000.10.06 | ロンシャン       | 凱旋門賞                     | G1   | 17   | 4人  | 3着  | O.ペリエ     | 56kg   | 芝2400m（Sft） |         | 5 1/4馬身 | Treve                 |

- 馬場状態：  Gd=Good, GS=Good to Soft, Sft=Soft, Hy=Heavy

## 種牡馬成績
主な産駒
- Adhamo / アダモ - 2022年ユナイテッドネーションズステークス
- Junko / ジュンコ - 2023年バイエルン大賞、香港ヴァーズ

## 血統表
| アンテロの血統(サドラーズウェルズ系 Northern Dancer 3×4･5=21.88%、Natalma4×5･5=12.50%、Buckpasser5×5=6.25%) | アンテロの血統(サドラーズウェルズ系 Northern Dancer 3×4･5=21.88%、Natalma4×5･5=12.50%、Buckpasser5×5=6.25%) | アンテロの血統(サドラーズウェルズ系 Northern Dancer 3×4･5=21.88%、Natalma4×5･5=12.50%、Buckpasser5×5=6.25%) | （血統表の出典）    | （血統表の出典） |
| 父 Galileo 1998 鹿毛                                                                                        | 父の父Sadler's Wells 1981 鹿毛                                                                              | Northern Dancer                                                                                             | Nearctic            | Nearctic         |
| 父 Galileo 1998 鹿毛                                                                                        | 父の父Sadler's Wells 1981 鹿毛                                                                              | Northern Dancer                                                                                             | Natalma             |                  |
| 父 Galileo 1998 鹿毛                                                                                        | 父の父Sadler's Wells 1981 鹿毛                                                                              | Fairy Bridge                                                                                                | Bold Reason         | Bold Reason      |
| 父 Galileo 1998 鹿毛                                                                                        | 父の父Sadler's Wells 1981 鹿毛                                                                              | Fairy Bridge                                                                                                | Special             |                  |
| 父 Galileo 1998 鹿毛                                                                                        | 父の母Urban Sea 1989 栗毛                                                                                   | Miswaki | Mr. Prospector      | Mr. Prospector   |
| 父 Galileo 1998 鹿毛                                                                                        | 父の母Urban Sea 1989 栗毛                                                                                   | Miswaki | Hopespringseternal  |                  |
| 父 Galileo 1998 鹿毛                                                                                        | 父の母Urban Sea 1989 栗毛                                                                                   | Allegretta                                                                                                  | Lombard             | Lombard          |
| 父 Galileo 1998 鹿毛                                                                                        | 父の母Urban Sea 1989 栗毛                                                                                   | Allegretta                                                                                                  | Anatevka            |                  |
| 母 Impressionnante 2003 鹿毛                                                                                | 母の父*Danehill 1986 鹿毛                                                                                   | Danzig | Northern Dancer     | Northern Dancer  |
| 母 Impressionnante 2003 鹿毛                                                                                | 母の父*Danehill 1986 鹿毛                                                                                   | Danzig | Pas de Nom          |                  |
| 母 Impressionnante 2003 鹿毛                                                                                | 母の父*Danehill 1986 鹿毛                                                                                   | Razyana | His Majesty         | His Majesty      |
| 母 Impressionnante 2003 鹿毛                                                                                | 母の父*Danehill 1986 鹿毛                                                                                   | Razyana | Spring Adieu        |                  |
| 母 Impressionnante 2003 鹿毛                                                                                | 母の母Occupandiste 1993 黒鹿毛                                                                              | Kaldoun | Caro                | Caro             |
| 母 Impressionnante 2003 鹿毛                                                                                | 母の母Occupandiste 1993 黒鹿毛                                                                              | Kaldoun | Katana              |                  |
| 母 Impressionnante 2003 鹿毛                                                                                | 母の母Occupandiste 1993 黒鹿毛                                                                              | Only Seule                                                                                                  | Lyphard             | Lyphard          |
| 母 Impressionnante 2003 鹿毛                                                                                | 母の母Occupandiste 1993 黒鹿毛                                                                              | Only Seule                                                                                                  | Elle Seule F-No.4-m |                  |

### 血統背景
- 父Galileoは愛国産、全欧3歳牡馬チャンピオン、英愛6勝、英ダービー-G1、愛ダービー-G1、キングジョージ6世&クイーンエリザベスS-G1、英愛チャンピオンサイアー4回。主な産駒はガリレオ (競走馬)#主な産駒を参照

- 母Impressionnanteは英国産、仏3勝、サンドリンガム賞（芝1600m）-G2、仏1000ギニー-G12着、アスタルテ賞-G12着。本馬は第2仔
- 祖母Occupandisteは愛国産、仏6勝、モーリス・ド・ゲスト賞-G1、フォレ賞-G1。産駒
  - Only Answer (2004年生 牝 Green Desert) 仏5勝、サンジョルジュ賞（芝1000m）-G3、プティクーヴェール賞（芝1000m）-G3。
- 曾祖母Only Seuleは米国産、仏1勝。産駒
  - Only Green (2006年生 牝 Green Desert) 仏3勝、ポンヌフ賞（芝1400m）-L、サンシール賞（芝1400m）-L。
- 四代母Elle Seuleは米国産、仏3勝、アスタルテ賞- G2。産駒
  - Mehthaaf (1991年生 牝 Nureyev) 英愛4勝、愛1000ギニー-G1。
  - Elnadim (1994年生 牡 Danzig) 英5勝、ジュライカップ-G1。
  - Ashraakat (1995年生 牝 Danzig) 英3勝、シャーロットフィリーズS（芝6f）-L、セプターフィリーズS（芝7f）-L。
  - Khulood (2000年生 牝 Storm Cat) 英3勝、ネルグウィンS（芝7f）-G3。